# Демонізм
Демонізм — явище літературної сюжетики, побудоване на функціональному переміщенні традиційних (зокрема, встановлених богословською традицією) негативних і позитивних характерів і введенні негативного характеру в якості героя.
Для демонізму характерно не стільки абсолютне прийняття зла, скільки розкриття позитивних рис у зовнішньо негативному образі. Риси, з яких складається вигляд демонічного героя, — це неприйняття світу і світового порядку («Світова скорбота»), песимістична переоцінка етичних і релігійних норм, самотній бунт проти існуючих соціальних відносин в ім'я необмеженої свободи особистості. Це призводить до таємних злочинів, що «тяжіють на його душі», незважаючи на притаманну демонічному герою любов до «стражденного людства».
Приклади: 
- демонічні герої Байрона («Каїн», «Манфред», «Перетворений виродок», «Лара», «Корсар»),
- А. де Віньї («Елоа»),
- Лермонтова («Демон») і ін.